# Alberto Gálvez Olaechea
Alberto Gálvez Olaechea es un periodista, columnista, escritor, editor, político y ex-terrorista peruano que perteneció al Movimiento Revolucionario Túpac Amaru (MRTA) siendo uno de sus principales dirigentes.

## Biografía
Nació en Lima en 1953. En los años 70 fue militante del Movimiento de Izquierda Revolucionaria - Voz Rebelde (MIR-VR). Tras la formación del MRTA, fue miembro de su Dirección Nacional, además de ser periodista en el Semanario Cambio. Fue detenido en 1987 por la DIRCOTE. En 1990, fugó del penal de Castro Castro junto a Víctor Polay Campos y un grupo de militantes armados condenados por terrorismo. Fue detenido en 1991 por el GEIN durante la ejecución de la Operación Fortuna. Un año después, renunció al MRTA en 1992. En 2014 fue liberado luego de cumplir su sentencia de 24 años de prisión por el delito de terrorismo. En 2016, fue parte de una polémica cuando, en la presentación de la segunda edición de la Ojo Zurdo, para la cual Gálvez Olaechea escribió un artículo, estuvo presente la entonces congresista del Frente Amplio Marisa Glave.
En 2023, se le inició investigación por autoría mediata y violación de derechos humanos en el caso de la masacre de Tarapoto junto a otros líderes del MRTA.

## Publicaciones
En 2015 publicó el libro Con la palabra desarmaday fue editor del libro Entre Guerras: Militancia y activismo minero en las décadas 1970 y 1980.
Ha publicado artículos en la revista Jacobin.